# Zespół tętnicy rdzeniowej tylnej
Zespół tętnicy rdzeniowej tylnej (zespół podopuszkowy Opalskiego, ang. Opalski's sub-bulbar syndrome, submedullary syndrome) – rzadki zespół neurologiczny spowodowany poudarowym niedokrwieniem w zakresie unaczynienia gałązek przedkorzonkowych tętnicy rdzeniowej tylnej. Tętnica rdzeniowa tylna (arteria spinalis posterior) odchodzi od tętnicy kręgowej zaraz po miejscu przebicia przez nią błony szczytowo-potylicznej i kieruje się na tylną powierzchnię rdzenia. W jamie czaszki tętnica rdzeniowa tylna oddaje zwykle gałąź wstępującą unaczyniającą powierzchnię komorową rdzenia przedłużonego i gałęzie zaopatrujące pęczki smukły i klinowaty oraz pasmo rdzeniowe nerwu trójdzielnego i jądra nerwu trójdzielnego. W kanale kręgowym tętnica rdzeniowa tylna oddaje gałązki biorące udział w unaczynieniu rdzenia kręgowego.
Zespół objawia się:
- niedowładem piramidowym i ataksją kończyn po stronie niedokrwienia
- niedoczulicą na wszystkie rodzaje czucia w zakresie twarzy
- zespołem Hornera
- naprzemienną niedoczulicą na ból i temperaturę w obrębie tułowia i kończyn po stronie przeciwnej.

Innymi słowy, na zespół Opalskiego składa się zespół Wallenberga w połączeniu z jednostronną hemiplegią. Zespół Opalskiego różni się od zespołu Babińskiego-Nageotte’a miejscem niedokrwienia: w tym drugim drogi piramidowe są uszkodzone przed skrzyżowaniem piramid.
Zespół opisał polski neurolog i neuropatolog Adam Opalski w 1946 roku.